# Moringue

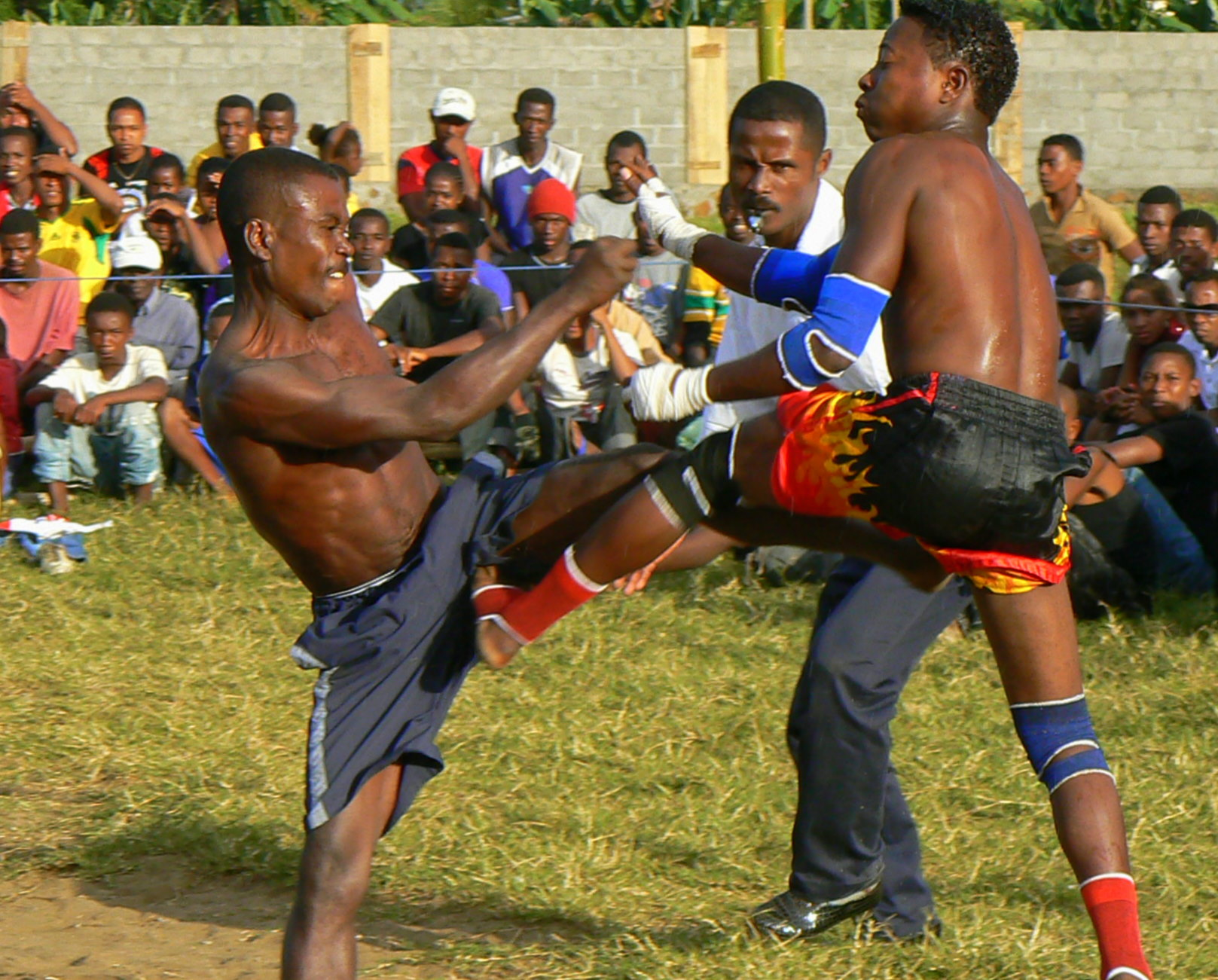
Malagassiërs beoefenen de moringue

Moringue, morengy, moraingy of Batay Kréol is een vechtsport welke beoefend wordt op eilanden in de Indische Oceaan, ze is vergelijkbaar met het Braziliaanse capoeira. De sport is ontstaan in de achttiende eeuw in de grote boerderijen op de suikerrietplantages. De Code Noir verbood het slaven te vechten voor vrijheid en daarom ontwikkelden zij vervolgens moringue om zo hun vechtsport te verbergen voor blanken die in de bewegingen slechts tribale dansen zagen. 
Het woord is afgeleid van het Malagassische woord Moraingy, wat, vrij vertaald, anti-boksen betekent. Moringue wordt uitgevoerd bij het ritme van percussionisten. 

## Beoefening
De sport wordt vooral beoefend in:
- Madagaskar.
- Mayotte.
- Réunion.